# Cyrtodactylus phukhaensis
Cyrtodactylus phukhaensis — вид ящірок з родини геконових (Gekkonidae). Описаний у 2022 році.

## Поширення
Ендемік Таїланду. Виявлений на схилах гори Дой-Пху-Ха у провінції Нан на півночі країни.

## Спосіб життя
Живе у вічнозеленому лісі з скелястим рельєфом.